# Distrito de Aue-Schwarzenberg
El Distrito de Aue-Schwarzenberg (en alemán: Landkreis Aue-Schwarzenberg}) fue, entre 1994 y 2008, un Landkreis ubicado al sudoeste del estado federal de Sajonia (Alemania). Limitaba al norte con el distrito de la Comarca de Zwickau y el distrito de Stollberg, al oeste con el distrito de Annaberg, al sur con la región administrativa checa de Karlovy Vary (Karlovarský kraj) y al oeste con el distrito sajón de Vogtland. La capital del distrito era la ciudad de Aue.

## Geografía
El distrito de Aue-Schwarzenberg se encontraba ubicado al oeste del estado federal de Sajonia junto a los Montes Metálicos (Erzgebirge). Su mayor altura geográfica es de 1019 m en el Auersberg entre Eibenstock y Johanngeorgenstadt. El mayor río que cruza su territorio es el Zwickauer Mulde, que lo atraviesa en el eje sur-norte y pasa por la ciudad de Aue.

## Historia
Durante la Edad Media las montañas de la región estaban deshabitadas y fue a partir del siglo XII cuando se empezaron a crear poblaciones en algunas de las ciudades que hoy en día se conocen del distrito. Con el descubrimiento de menas de plata y estaño en el siglo XVI la mayor parte de los asentamientos se poblaron. 
Tras la Segunda Guerra Mundial el territorio del distrito quedó sin ocupar por los aliados, por lo que grupos antifascistas locales formaron gobiernos autónomos en los municipios de la región; situación de hecho que luego sería conocida como "República Libre de Schwarzemberg" y que duró unas pocas semanas, hasta que se hizo efectiva la ocupación soviética del área el 24 de junio de 1945. 
Tras la reunificación alemana, la reforma territorial de 1994 fusionó los antiguos distritos de Aue y Schwarzenberg, cuya creación se remontaba a 1873, en uno solo, llamado inicialmente Westerzgebirgskreis (Distrito de los Montes Metálicos Occidentales), que el 1 de enero de 1995 cambió su nombre por el de Distrito de Aue-Schwarzemberg,
hasta que el 1 de agosto de 2008, en el marco de una nueva reforma de los distritos de Sajonia, desapareció para integrarse en el nuevo distrito de los Montes Metálicos.

## Distritos Hermanados
El distrito de Aue-Schwarzenberg posee relaciones administrativas con los siguientes distritos:
- Distrito de Ansbach, Baviera (desde 1990)
- Distrito de Neustadt an der Aisch-Bad Windsheim, Baviera (desde 1990)
- Zona del distrito de Karlovy Vary, República Checa (desde 1991)

## Composición de Distrito
(Recuento de habitantes a 30 de junio de 2006)
| Ciudades 1. Aue (18.272) 2. Eibenstock (6.504) 3. Grünhain-Beierfeld (6.630) 4. Johanngeorgenstadt (5.309) 5. Lauter/Sa. (4.919) 6. Lößnitz (10.296) 7. Schneeberg (16.503) 8. Schwarzenberg/Erzgeb. (18.337) | Municipios / Gemeinden 1. Bad Schlema (5.480) 2. Bernsbach (4.590) 3. Bockau (2.596) 4. Breitenbrunn/Erzgeb. (6.357, desde 30 de junio de 2006 fue junto con Rittersgrün con 1.833 hab. un municipio independiente) 5. Markersbach (1.888) 6. Pöhla (1.272) 7. Raschau (3.977) 8. Schönheide (5.298) 9. Sosa (2.135) 10. Stützengrün (3.794) 11. Zschorlau (5.881) |